# Полидендро (Гребен)
Полидендро (грч. Πολύδενδρο) је насељено место у општини Гребен у периферији Западна Македонија, Грчка. Према попису из 2021. године било је 124 становника.
Према бугарском географу и историчару, Василу Канчову, у Полидендру је 1900. године живело 158 Грка. Село се раније звало Спата.